# 云澳镇
云澳镇是中国广东省汕头市南澳县下辖的一个镇，位于南澳岛东南部。面积24平方公里，户籍人口18526人，下辖1社区8行政村。云澳镇得名于境内的云盖寺。

## 行政区划
云澳镇下辖以下村级行政区划单位：
云英社区、澳前村、中柱村、西畔村、南台村、云星村、云祥村和东园村。

## 历史沿革
明代属福建省诏安县，清代仍袭之。1914年，该地划归广东省。1986年，改为云澳镇。